# Wiener Bankverein

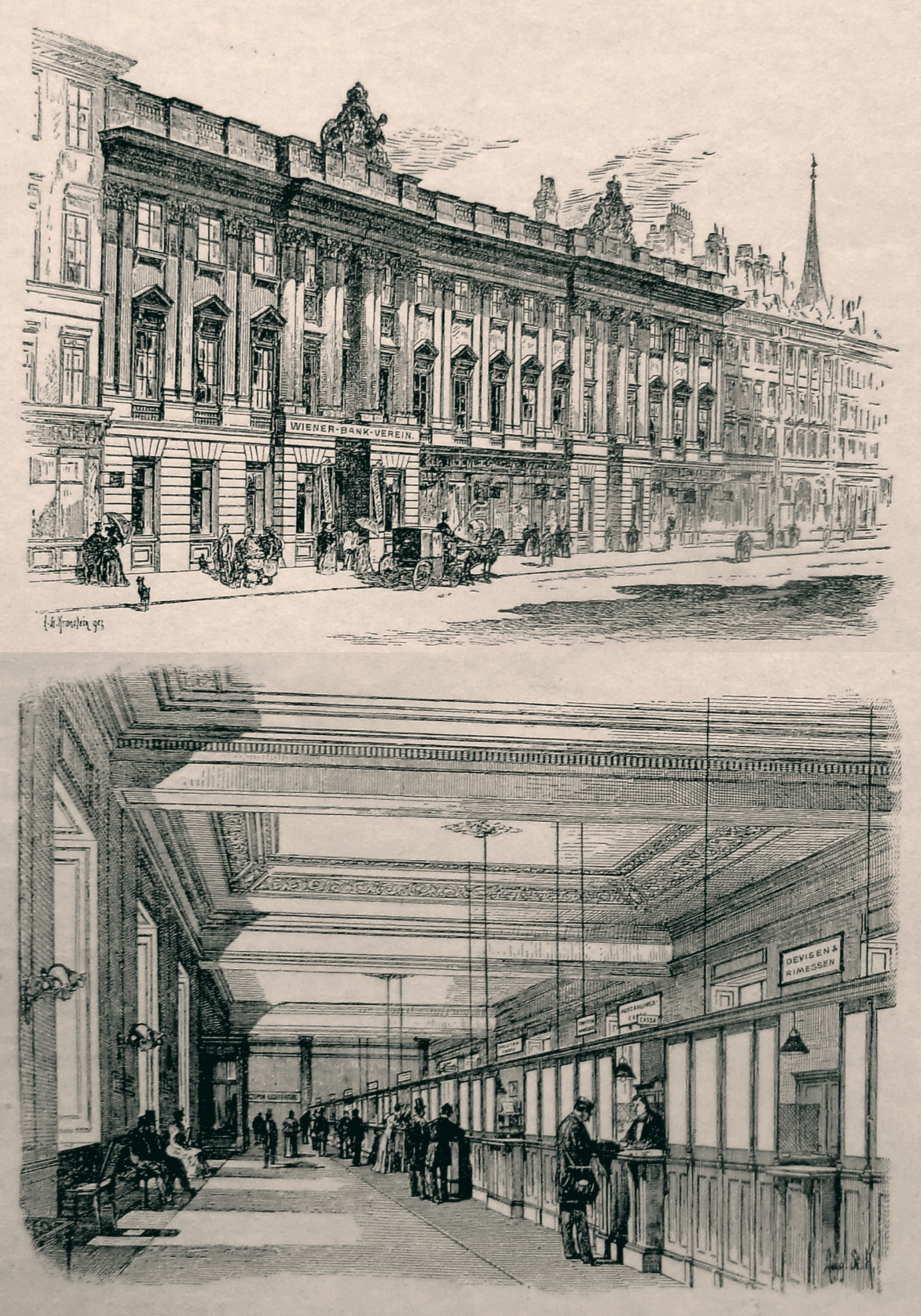
Wiener Bankverein, Wiener Zentrale in der Herrengasse 6–8 mit Schalterhalle, 1893

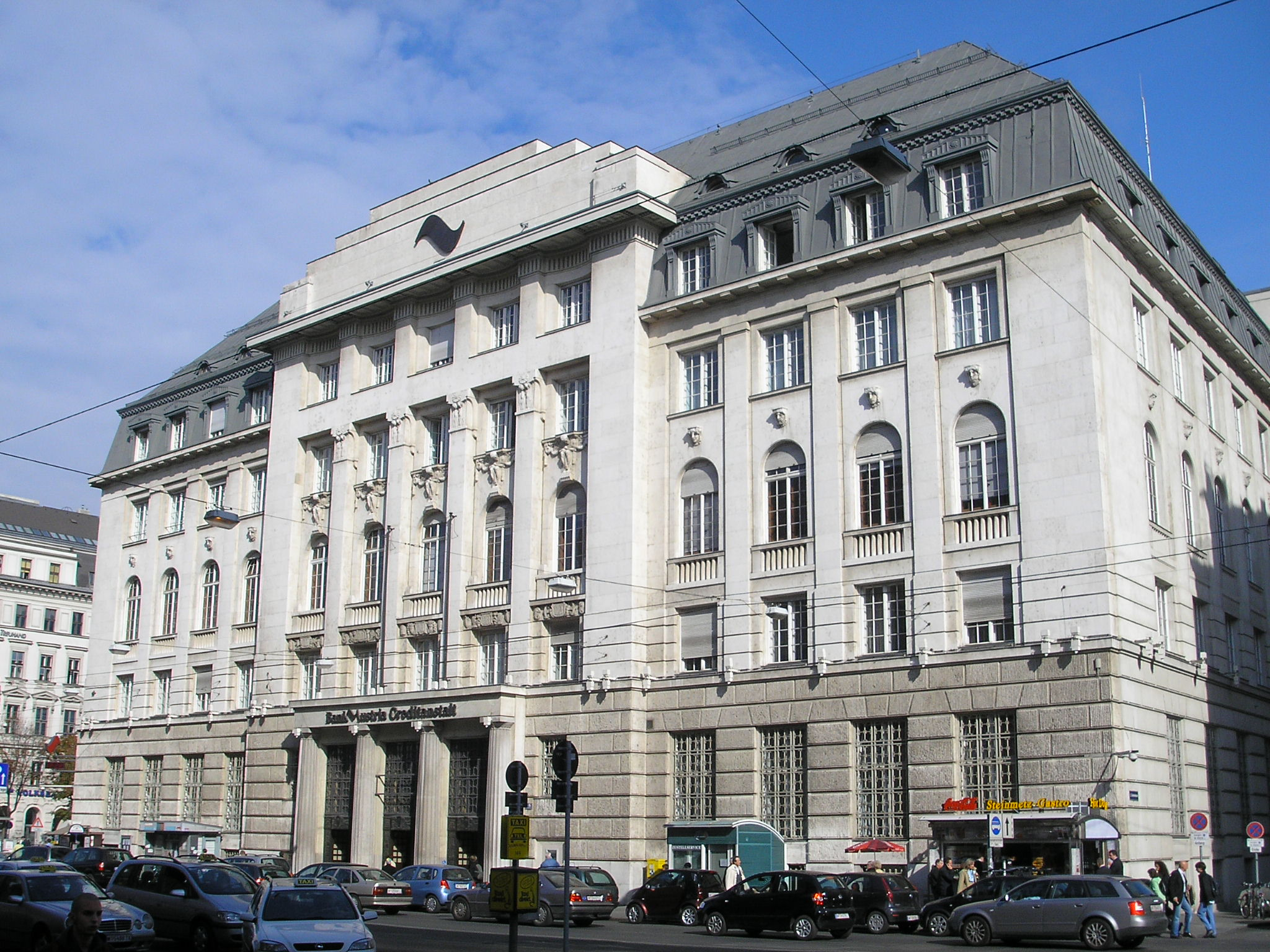
Ehemaliges Hauptgebäude in der Schottengasse

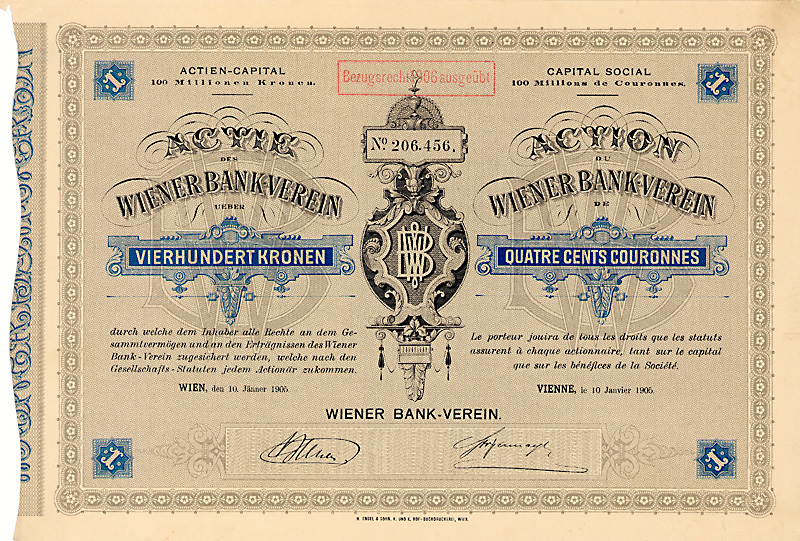
Aktie über 400 Kronen des Wiener Bank-Vereins vom 10. Januar 1905

Der Wiener Bankverein war eine 1869 gegründete Wiener Großbank der Donaumonarchie. Er wurde im Rahmen der Bankenbereinigung der Weltwirtschaftskrise 1934 mit der Creditanstalt (zur CA-BV) verschmolzen.
Unter den 14 im Jahre 1888 in Wien tätigen Banken nahm der Bankverein nach der als Notenbank tätigen Österreichisch-Ungarischen Bank, der Österreichischen Länderbank und der Creditanstalt von der Kapitalisierung her den vierten Platz ein.
Der Bankverein war im Gründungsgeschäft aktiv (z. B. 1871 Beteiligung an der Gründung des „Basler Bankvereins“, einem Vorläufer der „UBS“) und galt als dominierend in der Finanzierung der Eisenindustrie der ungarischen Reichshälfte. Er bemühte sich um die Jahrhundertwende
besonders um die Spareinlagen von Privatkunden. In der überbesetzten Bankenlandschaft der Zwischenkriegszeit kränkelte auch der Bankverein dahin. Er blieb aber immerhin so bedeutend, dass die Fusion 1934 zum jahrzehntelang nachwirkenden Doppelnamen Creditanstalt-Bankverein führte. Die 1909 bis 1912 errichtete monumentale Unternehmenszentrale des Bankvereins Ecke Schottenring/Schottengasse wurde zum Hauptgebäude der Creditanstalt-Bankverein. Geplant und errichtet wurde sie durch die Architekten Ernst Gotthilf und Alexander Neumann.